# شهرستان وین (میسیسیپی)
|  |  |  |
|  |  |  |

شهرستان وِین در جنوب‌شرقی ایالت میسیسیپی، واقع در ایالات متحده آمریکا می‌باشد. جمعیت این شهرستان ۲۰٬۷۴۷ نفر (سال ۲۰۱۰) و وسعت آن ۲٬۱۰۸ کیلومتر مربع است. مرکز این شهرستان شهر وینزبورو می‌باشد.